# Dave Erickson

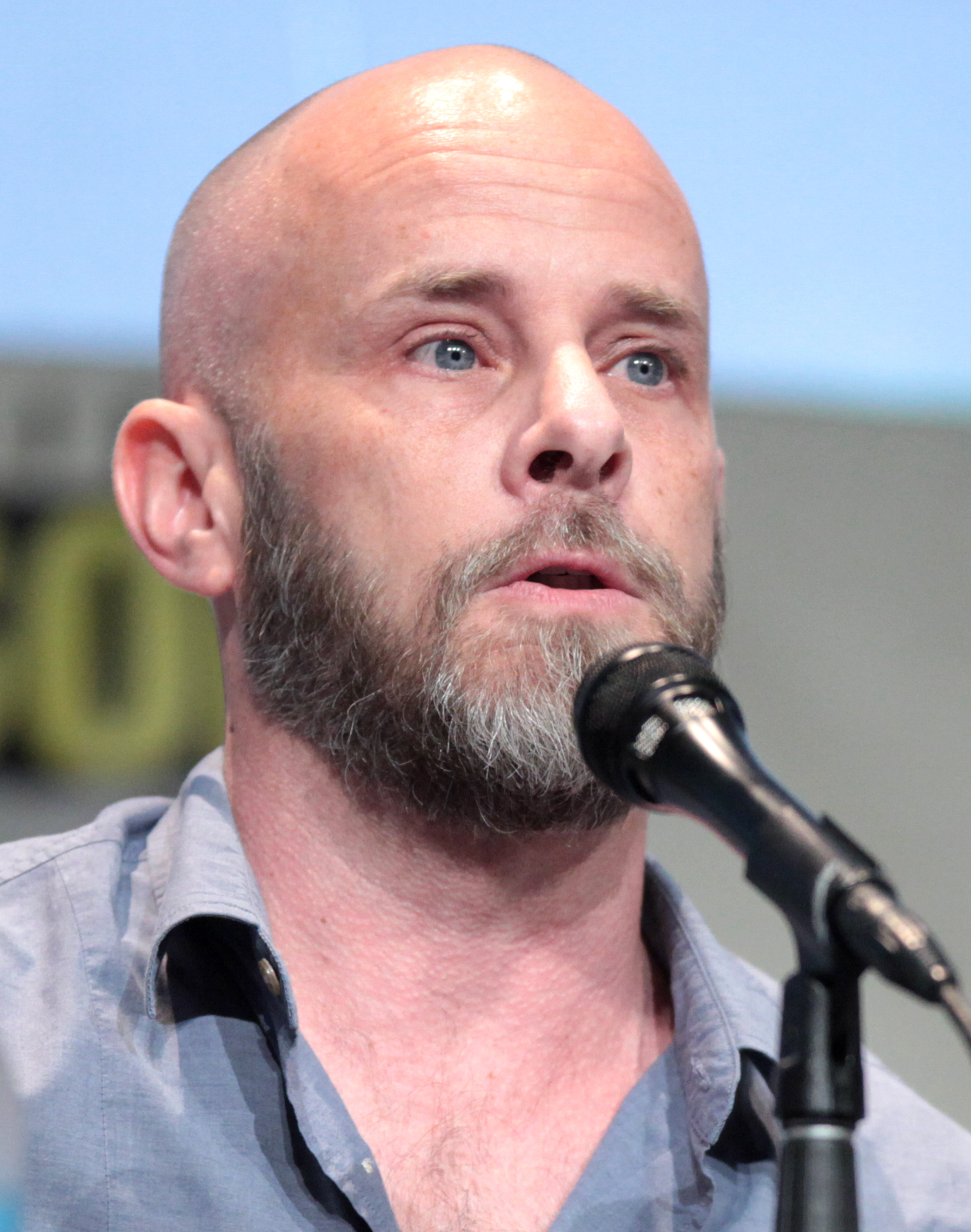
Dave Erickson

Dave Erickson ist ein amerikanischer Fernsehautor und Produzent, vor allem bekannt durch die Co-Produktion von Fear the Walking Dead zusammen mit Robert Kirkman. Außerdem kreierte er die Fernsehserien Canterbury’s Law, Sons of Anarchy und Low Winter Sun.